# Saison 2018-2019 de l'Union sportive carcassonnaise XV
Cette page présente la saison 2018-2019 de l'Union sportive carcassonnaise en Pro D2.

## Entraîneurs
- Christian Labit
- Mathieu Cidre
- Julien Seron

## Effectif 2018-2019
| Nom                   | Poste     | Naissance         | Nationalité sportive | International | Dernier club                       | Arrivée au club (année) |
| --------------------- | --------- | ----------------- | -------------------- | ------------- | ---------------------------------- | ----------------------- |
| Andrei Ursache        | Pilier    | 10 mai 1984       | Roumanie             |               | RC Steaua Bucarest                 | 2012                    |
| Adrien Devisme        | Pilier    | 6 août 1994       | France               | -             | US Cognac                          | 2017                    |
| Antoine Fournier      | Pilier    | 17 août 1988      | France               | -             | Stade aurillacois                  | 2017                    |
| Mirian Burduli        | Pilier    | 6 janvier 1991    | Géorgie              | -             | Lokomotiv Tbilissi                 | 2017                    |
| Karena Wihongi        | Pilier    | 29 septembre 1979 | Nouvelle-Zélande     |               | Sans club                          | 2018                    |
| Thibaud Dréan         | Pilier    | 6 janvier 1992    | France               | -             | US Dax                             | 2018                    |
| Fabien Lorenzon       | Pilier    | 26 décembre 1996  | France               | -             | Formé au club                      | 2018                    |
| Florent Lorenzon      | Pilier    | 26 décembre 1996  | France               | -             | Formé au club                      | 2018                    |
| Romain Favaretto      | Pilier    | 11 juillet 1999   | France               | -             | -                                  | -                       |
| Luc Bissuel           | Talonneur | 9 septembre 1988  | France               | -             | FC Auch                            | 2014                    |
| Maxime Castant        | Talonneur | 2 octobre 1990    | France               | -             | Formé au club                      | 2015                    |
| Thomas Sauveterre     | Talonneur | 10 mai 1993       | France               |               | Montpellier HR                     | 2016                    |
| Shalva Mamukashvili   | Talonneur | 2 octobre 1990    | Géorgie              | -             | RC Toulon                          | 2017                    |
| Alin Coste            | 2e ligne  | 28 février 1987   | Roumanie             |               | US bressane                        | 2014                    |
| Damian Panizzo        | 2e ligne  | 17 octobre 1989   | Argentine            | -             | US Colomiers                       | 2017                    |
| Mzwanele Richman Zito | 2e ligne  | 23 novembre 1988  | Afrique du Sud       | -             | Afrique du Sud Wildeklawer Griquas | 2017                    |
| Jone Sevou            | 2e ligne  | 1996              | Fidji                |               | Section paloise                    | 2018                    |
| Romain Manchia        | 2e ligne  | 3 novembre 1991   | France               |               | RC Narbonne                        | 2018                    |
| Romain Guyot          | 2e ligne  | 4 septembre 1998  | France               | -             | Formé au club                      | 2018                    |
| Joël Koffi            | 3e ligne  | 7 novembre 1984   | France               | -             | US Montauban                       | 2010                    |
| Sanele Vavae Tuilagi  | 3e ligne  | 15 juin 1988      | Samoa                | -             | RC Narbonne                        | 2013                    |
| Clément Doumenc       | 3e ligne  | 1er avril 1997    | France               | -             | Formé au club                      | 2016                    |
| Bakary Meïté          | 3e ligne  | 30 septembre 1983 | France               |               | Stade français Paris               | 2018                    |
| Darrel Dyer           | 3e ligne  | 1er novembre 1992 | Angleterre           |               | Hartpury University RFC            | 2018                    |
| Jordan Ladhuie        | 3e ligne  | 28 janvier 1997   | France               |               | Castres olympique                  | 2018                    |
| Luc Barba             | 3e ligne  | 30 janvier 1992   | France               |               | Oyonnax rugby                      | 2018                    |
| Pierre Huguet         | 3e ligne  | 5 novembre 1995   | France               |               | US Dax                             | 2018                    |
| Carol Raynaud         | Mêlée     | 25 janvier 1993   | France               | -             | Formé au club                      | 2012                    |
| Damien Anon           | Mêlée     | 6 juillet 1995    | France               | -             | Racing 92                          | 2017                    |
| Maxime Sidobre        | Mêlée     | 1999              | France               |               | Formé au club                      | 2018                    |
| Joshua Valentine      | Ouverture | 22 février 1983   | France               |               | AS Béziers                         | 2018                    |
| Antoine Renaud        | Ouverture | 9 octobre 1990    | France               | -             | Stade aurillacois                  | 2017                    |
| Antoine Lescalmel     | Ouverture | 20 novembre 1987  | France               | -             | US Montauban                       | 2017                    |
| Gilles Bosch          | Ouverture | 12 juillet 1990   | France               | -             | FC Grenoble                        | 2017                    |
| Quentin Lalarme       | Ouverture | 1997              | France               |               | RC Toulon                          | 2018                    |
| Fabien Grammatico     | Centre    | 16 mai 1985       | France               | -             | RC Narbonne                        | 2014                    |
| Louis Marrou          | Centre    | 14 septembre 1993 | France               |               | Provence rugby                     | 2016                    |
| Steven McMahon        | Centre    | 19 mars 1995      | Irlande              |               | Munster Rugby                      | 2017                    |
| Dennis Pili-Gatau     | Centre    | 28 juin 1989      | Nouvelle-Zélande     |               | Manly RFC                          | 2018                    |
| José Lima             | Centre    | 24 avril 1992     | Portugal             |               | Marist Brothers Old Boys RFC       | 2018                    |
| Maewen Sao            | Centre    | 6 octobre 1997    | France               |               | RC Toulon                          | 2018                    |
| Gauthier Pages        | Centre    | 16 novembre 1999  | France               |               | Formé au club                      | 2018                    |
| Sébastien Giorgis     | Centre    | 9 novembre 1994   | France               |               | RC Narbonne                        | 2018                    |
| Laitia Tagotago       | Ailier    | 20 décembre 1992  | Fidji                | -             | Valence Romans DR                  | 2016                    |
| Maxime Oltmann        | Ailier    | 28 décembre 1995  | Allemagne            | -             | USA Perpignan                      | 2017                    |
| Benoît Jasmin         | Arrière   | 29 mai 1991       | France               |               | FC Grenoble                        | 2018                    |
| Antoine Renaud        | Arrière   | 9 octobre 1990    | France               | -             | Stade aurillacois                  | 2017                    |
| Hugo Bach             | Arrière   | 1998              | France               | -             | Formé au club                      | 2018                    |

## Calendrier et résultats
| - US Montauban - US Carcassonne : 16-12 - US Carcassonne - Soyaux Angoulême XV : 18-15 - Stade aurillacois - US Carcassonne : 19-16 - US Carcassonne - Colomiers rugby : 25-20 - US bressane - US Carcassonne : 21-32 - US Carcassonne - AS Béziers : 47-13 - Provence rugby - US Carcassonne : 28-25 - US Carcassonne - Aviron bayonnais : 22-10 - RC Vannes - US Carcassonne : 39-22 - US Carcassonne - RC Massy : 22-14 - US Carcassonne - CA Brive : 19-14 - Biarritz olympique - US Carcassonne : 21-16 - USO Nevers - US Carcassonne : 41-10 - US Carcassonne - Oyonnax rugby : 13-21 - Stade montois - US Carcassonne : 30-14 | - US Carcassonne - Stade aurillacois : 39-35 - AS Béziers - US Carcassonne : 23-18 - US Carcassonne - RC Vannes : 23-20 - US Carcassonne - US Montauban : 5-20 - Aviron bayonnais - US Carcassonne : 46-10 - US Carcassonne - USO Nevers : 49-12 - Oyonnax rugby - US Carcassonne : 38-10 - US Carcassonne - Biarritz olympique : 21-20 - Soyaux Angoulême XV - US Carcassonne : 23-19 - US Carcassonne - Stade montois : 11-9 - Colomiers rugby - US Carcassonne : 27-9 - US Carcassonne - US bressane : 45-10 - CA Brive - US Carcassonne : 54-17 - US Carcassonne - Provence rugby : 33-24 - RC Massy - US Carcassonne : 20-7 |

### Classement de la saison régulière
| Rang | Club                | J  | V  | N | D  | Bo | Bd | Pm  | Pe  | Diff | Pts |
| ---- | ------------------- | -- | -- | - | -- | -- | -- | --- | --- | ---- | --- |
| 1    | CA Brive (R)        | 30 | 19 | 1 | 10 | 6  | 7  | 816 | 556 | +260 | 91  |
| 2    | Oyonnax Rugby (R)   | 30 | 17 | 1 | 12 | 9  | 8  | 811 | 633 | +178 | 87  |
| 3    | Aviron bayonnais    | 30 | 17 | 1 | 12 | 6  | 7  | 719 | 537 | +182 | 83  |
| 4    | RC Vannes           | 30 | 17 | 1 | 12 | 3  | 7  | 671 | 619 | +52  | 80  |
| 5    | Stade montois       | 30 | 16 | 1 | 13 | 6  | 6  | 681 | 599 | +82  | 78  |
| 6    | USO Nevers          | 30 | 16 | 1 | 13 | 6  | 6  | 653 | 589 | +64  | 78  |
| 7    | Biarritz olympique  | 30 | 15 | 1 | 14 | 5  | 7  | 776 | 638 | +138 | 74  |
| 8    | AS Béziers          | 30 | 17 | 1 | 12 | 1  | 3  | 573 | 602 | -29  | 74  |
| 9    | Soyaux Angoulême XV | 30 | 14 | 1 | 15 | 5  | 5  | 614 | 646 | -32  | 68  |
| 10   | Provence Rugby (P)  | 30 | 15 | 0 | 15 | 3  | 5  | 682 | 730 | -48  | 68  |
| 11   | US Carcassonne      | 30 | 14 | 0 | 16 | 3  | 6  | 629 | 703 | -74  | 65  |
| 12   | US Montauban        | 30 | 13 | 1 | 16 | 3  | 7  | 568 | 678 | -110 | 64  |
| 13   | Colomiers Rugby     | 30 | 13 | 0 | 17 | 3  | 6  | 534 | 594 | -60  | 61  |
| 14   | Stade aurillacois   | 30 | 13 | 0 | 17 | 3  | 6  | 552 | 702 | -150 | 61  |
| 15   | US bressane (P)     | 30 | 13 | 1 | 16 | 4  | 2  | 586 | 777 | -191 | 60  |
| 16   | RC Massy            | 30 | 5  | 1 | 24 | 1  | 6  | 499 | 751 | -252 | 29  |

|  | Qualication pour les demi-finales (no 1, no 2) .          |
|  | Qualification pour les barrages (no 3, no 4, no 5, no 6). |
|  | Relégation en Fédérale 1 (no 15 et no 16).                |
|  | R : relégués 2018 • P : promus 2018                       |

## Statistiques

### Championnat de France
Meilleurs réalisateurs
| Rang | Joueur | Poste | Points | Essais | Transf. | Pén. | Drops |
| ---- | ------ | ----- | ------ | ------ | ------- | ---- | ----- |
| 1    | -      | -     | -      | -      | -       | -    | -     |
| 2    | -      | -     | -      | -      | -       | -    | -     |
| 3    | -      | -     | -      | -      | -       | -    | -     |
| 4    | -      | -     | -      | -      | -       | -    | -     |
| 5    | -      | -     | -      | -      | -       | -    | -     |

Meilleurs marqueurs
| Rang | Joueur | Poste | Essais |
| ---- | ------ | ----- | ------ |
| 1    | -      | -     | -      |
| 2    | -      | -     | -      |
| 3    | -      | -     | -      |
| 4    | -      | -     | -      |
| 5    | -      | -     | -      |